# Lumbricillus healyae
Lumbricillus healyae is een ringworm uit de familie van de Enchytraeidae. De wetenschappelijke naam van de soort is voor het eerst geldig gepubliceerd in 2008 door Rodriguez & Rico.